# Aciotis indecora
Aciotis indecora är en tvåhjärtbladig växtart som först beskrevs av Aimé Bonpland, och fick sitt nu gällande namn av José Jéronimo Triana. Aciotis indecora ingår i släktet Aciotis och familjen Melastomataceae. Inga underarter finns listade i Catalogue of Life.